# Allan Porter
Allan Porter (* 29. April 1934 in Philadelphia, Pennsylvania, Vereinigte Staaten; † 5. Oktober 2022 bei Luzern) war ein Schweizer Fotograf.

## Leben

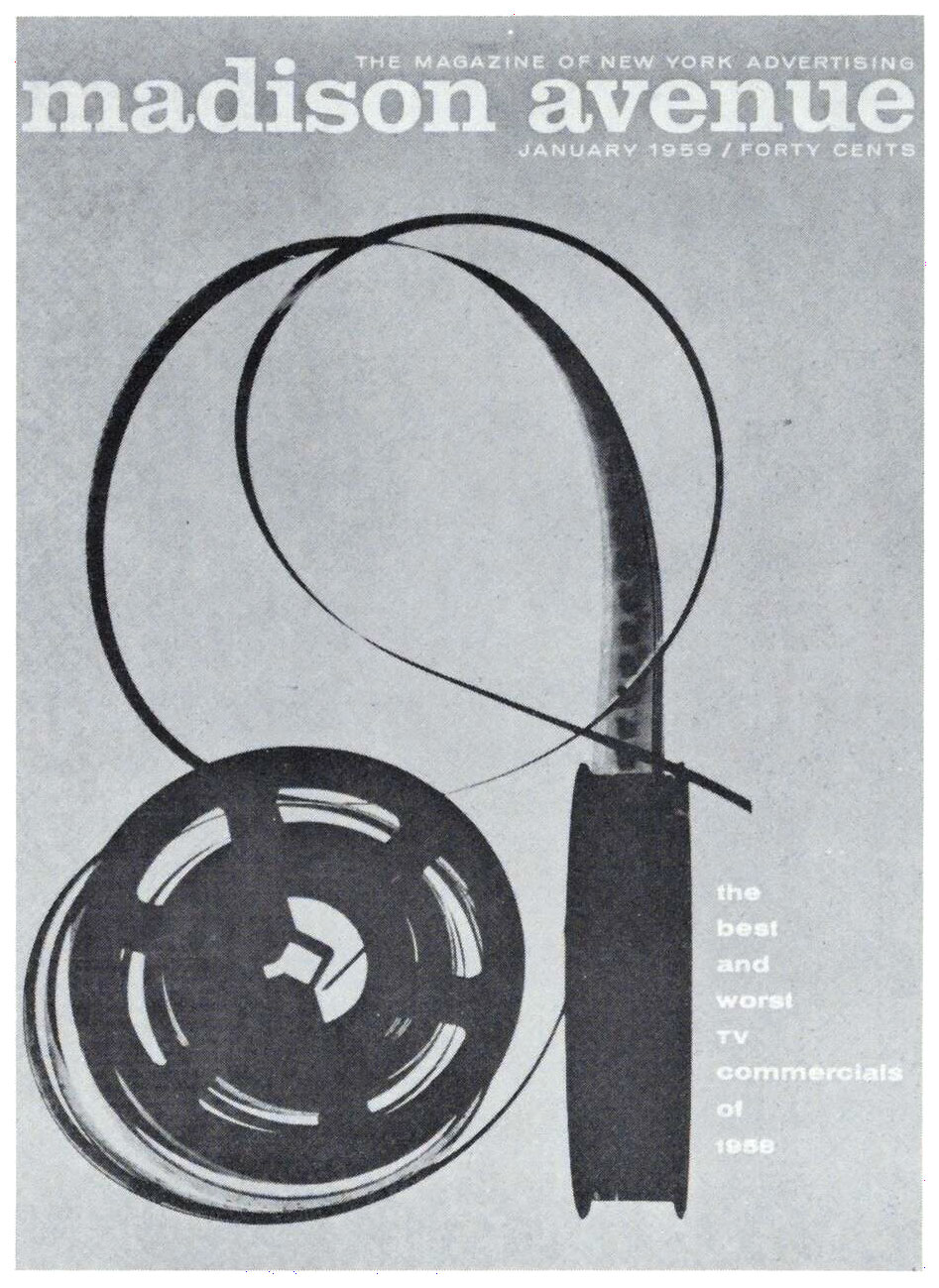
Cover des Madison Avenue magazine, Gewinner des Art Directors’ Club Wettbewerbs 1960, Foto: Allan Porter

Allan Porter absolvierte von 1952 bis 1957 ein Studium der Kunstgeschichte an der Philadelphia Museum School of Art. 1957 bis 1963 war er als freischaffender Fotograf und Künstler tätig. 1964 wanderte er in die Schweiz aus, wo er erst in Basel als Werbefachmann arbeitete. 1965 wurde er Chefredaktor der Fotozeitschrift Camera in Luzern bis zu ihrer Einstellung 1981. Ausserdem arbeitete er als Dozent, Fotojournalist und Herausgeber.
Sein Sohn ist der Theaterschauspieler Alex Porter (geb. 1964).

## Ausstellungen

### Einzelausstellungen
- 1955: Gilded Cage Gallery, Paintings & Photographs, Philadelphia
- 1984: Nikon Galerie, Allan Porter and friends in photography, Zürich
- 1986: Galerie-Cafeteria Arlecchino, Luzern

### Gruppenausstellungen
- 1954: American Museum of Photography, Industrial Photography, Philadelphia
- 1970: Galerie Impact, Creative Photography, Lausanne
- 1994: Kunsthalle Palazzo, John Miller - Christina Frey. Photographien aus der Sammlung Allan Porter, Liestal
- 1997: Museum im Bellpark, Private View. Collection Allan Porter, Kriens
- 2013: Fotokammer, Allan Porter. Transatlantik link, Luzern

## Publikationen
- Sagittarius and the Mermaid. Eigenverlag, Luzern 1969.
- Photography 1839–1972, camera 1922–1972. Bucher, Luzern 1972.
- Camera. Die 50er Jahre. Photographien und Texte. Bucher, Luzern 1982,
- Wie ich sie sehe. Wie ich sie sah. Urs Bär, Zürich 1984.
- Remembrance of Things Present. Urs Bär, Zürich 1984.
- Schreiben mit Licht. Urs Bär, Zürich 1985.
- Sowjetphotographie 1919–1939. Urs Bär, Zürich 1986.
- Flor Garduño. Bestiarium. Urs Bär, Zürich 1987.
- Luc Chessex. El Público. Urs Bär, Zürich 1988.
- Pepe Merisio. Gli italiani. Urs Bär, Zürich 1989.
- Jiri Jiru Photostroika. Urs Bär, Zürich 1989.
- Edward Sheriff Curtis 1868–1952. Urs Bär, Zürich 1990.
- Weegee 1899–1968. Urs Bär, Zürich 1991.
- Hanspeter Schneider. Unplugged. Mit Hanspeter Schneider. Urs Bär, Zürich 1994.
- Upon The Closing of My... Selected Poems by Allan Porter, Lucerne 1994

## Auszeichnungen
- 1954: American Museum of Photography, Philadelphia, First Prize at Exhibition of Industrial Photography
- 1970: Deutsche Fotografische Akademie, David-Octavius-Hill-Medaille
- 1979: Deutsche Gesellschaft für Photographie (DGPh), Kulturpreis

## Video- und Filmbeiträge
- Allen Porter erzählt über die Fotofachzeitschrift Camera auf Vimeo
- Dokumentation zur Geschichte des Camera Magazin und Allan Porter Michael Kollmann, Wien 2012
- Allan Porter, Fotograf und Redaktor von "Camera" anlässlich Ausstellung in Nikon-Galerie. In: Schweizer Radio und Fernsehen: Schauplatz, 3. Mai 1984.